# Тучкин, Александр Аркадьевич
Александр Аркадьевич Тучкин (бел. Аляксандр Аркадзевіч Тучкін; род. 15 июля 1964, Львов) — советский, белорусский и российский гандболист, двукратный олимпийский чемпион. Играл на позиции правого полусреднего, один из лучших леворуких бомбардиров мирового гандбола. Заслуженный мастер спорта СССР (1988) и России (2006).

## Биография
Александр Тучкин родился во Львове в семье военнослужащего. Начинал заниматься гандболом достаточно поздно — в 17 лет, когда отец привёл его к тренеру минского СКА Спартаку Мироновичу.
В 1985 году Тучкин в составе молодёжной сборной СССР стал победителем чемпионата мира и через год вошёл в состав главной команды страны. В 1988 году в Сеуле выиграл первую в карьере золотую олимпийскую медаль. Выступая за минский СКА, Тучкин четыре раза становился чемпионом СССР и трижды побеждал в Кубке чемпионов.
После чемпионата мира-1990, выиграв со сборной СССР серебряную медаль и став лучшим бомбардиром турнира, Александр уехал играть в немецкую бундеслигу. Травмы не позволили ему выступить на Олимпийских играх в Барселоне.
После распада СССР Тучкин регулярно оказывался в расположении сборной Белоруссии, но в 1995 году выступил за неё в последний раз, а в конце 1998 года принял российское гражданство.
В двух подряд финалах международных турниров — чемпионата мира 1999 в Египте и чемпионата Европы 2000 в Хорватии — сборная России всего в один мяч проиграла команде Швеции, зато в решающем поединке Олимпиады-2000 в Сиднее оказалась сильнее своего принципиального соперника, чему способствовала блестящая игра Александра Тучкина, ставшего самым результативным игроком финала в составе своей сборной (7 мячей).
После сиднейской Олимпиады Тучкин играл в чемпионатах Испании и Греции, в составе команды «Филиппос» из Верии стал финалистом Кубка вызова 2002/03. В 2004 году в Афинах Александр Тучкин завоевал бронзу на своей третьей Олимпиаде, впоследствии выступал за немецкие коллективы низших лиг.
По окончании игровой карьеры, продолжавшейся более 20 лет, заслуженный мастер спорта Александр Тучкин занимал пост первого вице-президента Московской федерации гандбола, работал комментатором на телеканале «Спорт». С 2009 по февраль 2014 года был президентом мужского гандбольного клуба «Пермские медведи».

## Достижения

### Со сборными СССР и России
- 2-кратный олимпийский чемпион (1988, 2000).
- Бронзовый призёр Олимпийских игр (2004).
- Серебряный призёр чемпионатов мира (1990, 1999).
- Серебряный призёр чемпионата Европы (2000).
- 2-кратный победитель Игр доброй воли (1986, 1990).
- Чемпион мира среди молодёжных команд (1985).
- Лучший бомбардир чемпионата мира (1990).

### С клубами
- 4-кратный чемпион СССР (1985, 1986, 1988, 1989).
- 3-кратный победитель Кубка европейских чемпионов (1987, 1989, 1990).
- Победитель Кубка Кубков (1988).
- Победитель Кубка городов (1994).
- Победитель Суперкубка Европы (1989).
- Чемпион Греции (2003).
- Победитель Кубка Греции (2003).
- 2-кратный победитель Кубка Германии (1991, 1992).